# Sturzkampfgeschwader 167
Sturzkampfgeschwader 167 (dobesedno slovensko: Bližinskobojni polk 167; kratica StG 167) je bil jurišni (strmoglavni jurišnik) letalski polk (Geschwader) v sestavi nemške Luftwaffe med drugo svetovno vojno.
Polk je bil ustanovljen 1. aprila 1937 s samo eno skupino in brez polkovnega štaba. 1. aprila 1938 je bila skupina premeščena v sestavo Sturzkampfgeschwader 168, s čimer je polk prenehal obstajati.